# Jean-Pierre Dusséaux
Jean-Pierre Dusséaux, né le 28 janvier 1950 à Cambrai, est un producteur, scénariste et metteur en scène français, directeur de VAB Productions.

## Biographie
Jean-Pierre Dusséaux a commencé sa carrière comme metteur en scène de théâtre et d'opéra avec entre autres L'Aigle à deux têtes de Jean Cocteau (décors et costumes de Yves Saint Laurent) puis il est tour à tour :
- responsable des spectacles vivants de FR3, de 1981 à 1982[3] ;
- directeur des programmes de FR3, de 18 septembre 1982 à 1985[3] ;
- directeur de la communication d'Antenne 2, de 1985 à 1987[3] ;
- directeur du développement et de l'action commerciale de l'INA, de 1987 à 1988[3] ;
- directeur des services artistiques de RTL, de 1988 à 1991[3] ;
- directeur des programmes d'Antenne 2, du 11 janvier 1991 au 23 juin 1992[4].

Il est producteur depuis 1993, successivement au sein des sociétés de production Expand Images, TelFrance, Néria, Image&Compagnie (société de Serge Moati), Hamster et JLA, puis VAB — intégrée au groupe JLA — dont il est directeur général et artistique.
Jean-Pierre Dusséaux est aussi responsable des « Relations Entreprises » du Master 2 Professionnel de Management « Cinéma - Télévision - Nouveaux Médias » de l’Université Paris 1 Panthéon-Sorbonne, où il accompagne « le déroulement des enseignements, des interventions professionnelles et du parcours des étudiants », en sa qualité de producteur,.
Il est de plus expert auprès du programme MEDIA de la Commission Européenne.
Jean-Pierre Dusséaux est depuis 2008 administrateur à IDF1,.

## Distinction
Jean-Pierre Dusséaux est nommé chevalier de l'ordre des arts et des lettres par arrêté du 20 avril 1995.

## Filmographie

### Télévision

#### Producteur
- 1997 : Le Roi en son moulin
- 1997 : Les Précieuses ridicules
- 1998 : Tartuffe ou l'Imposteur
- 1998 : La Femme du Veuf
- 1998 : Toutes les Femmes sont des Déesses, avec Francis Huster
- 1998 : Louis la Brocante, 12 premiers épisodes
- 1998 : Louise et les Marchés, avec Line Renaud
- 1999 : Ouriga avec Daniel Russo
- 1999 : Objectif Bac, avec Clémentine Célarié
- 1999 : Le Piège
- 2000 : Roule routier avec Line Renaud
- 2000 : L'Impromptu de Versailles
- 2000 : Ça s'appelle grandir, d'Alain Tasma
- 2001 : L'Avare
- 2001 : Écoute Nicolas
- 2002 : La Grande brasserie, avec Line Renaud
- 2002 : Par amour, avec Marthe Keller
- 2002 : L'Enfant éternel avec Catherine Frot
- 2002 : Le Monde de Yoyo
- 2003 : Les Femmes savantes
- 2003 : Le Lion, avec Alain Delon
- 2003 : Agathe avec Florence Pernel
- 2003 : Sami, le pion, 4 épisodes avec Faudel
- 2003 : Le Dirlo (Lucie), avec Jean-Marie Bigard
- 2003 : Le Prix de l'honneur, avec Michel Sardou
- 2004 : Navarro, 10 épisodes de 99 à 108 avec Roger Hanin
- 2005 : Mademoiselle Navarro
- 2005 : La Légende vraie de la tour Eiffel, réalisé par Simon Brook
- 2005 : Une famille pas comme les autres, avec Line Renaud et Guy Bedos
- 2005 : Mes deux maris, avec Patrick Bosso
- 2005 : SOS 18, 18 épisodes de Didier Cohen et Alain Krief
- 2006 : Hé M'sieur, avec Jean-Marie Bigard
- 2006 : Quai numéro un, épisodes 10 à 16
- 2006 : Chassé-croisé amoureux, avec Ingrid Chauvin
- 2007 : Adriana et moi, avec Adriana Karembeu
- 2007 : La Lance de la destinée, avec Jacques Perrin et Jacques Weber, 6 épisodes
- 2008 : La Main blanche, avec Ingrid Chauvin et Bruno Madinier
- 2008 : Un vrai Papa Noël, avec Jean-Marie Bigard
- 2008 : Oradour les voix intérieures, documentaire sur le massacre d'Oradour-sur-Glane
- 2008 : Dragon 17, documentaire
- 2009-2012 : Victoire Bonnot avec Valérie Damidot, 6 téléfilms diffusés sur M6[12].
- 2012 : Chez Victoire avec Valérie Damidot[13],
- 2013 : La Disparue du Pyla avec Véronique Genest[14].
- 2014 : Terres de France sur IDF1[15]
- 2014 : Une chance de trop, adaptation du roman de Harlan Coben[16].
- 2016 : Juste un regard d'après le livre de Harlan Cohen Juste un regard.
- 2018 : La Faute d'après le livre de Paula Daly

#### Scénariste
- 1998 : Louise et les Marchés, avec Line Renaud ;
- 2007 : La Lance de la destinée, avec Jacques Perrin et Jacques Weber.

### Cinéma

#### Producteur
- 2003 : Zéro défaut de Pierre Schoeller
- 2011 : Je m'appelle Bernadette  de Jean Sagols.

## Mise en scène
- 1976 : Abahn Sabana David de Marguerite Duras, Biothéâtre[17],
- 1977 : La Jeune Fille Violaine de Paul Claudel, première version de L'Annonce faite à Marie, Biothéâtre[18],
- 1978 : L'Aigle à deux têtes de Jean Cocteau, Théâtre de l'Athénée[19],
- 1978-1979 : La Tragique Histoire du Docteur Faust de Christopher Marlowe, trois représentations au Théâtre royal de Mons et 15 au Théâtre de Poche Bruxelles[20],
- 1979 : La Cantate à trois voix de Paul Claudel, Théâtre Le Ranelagh[17],
- 1980 : Il barbiere di Siviglia de Gioachino Rossini, Théâtre de Vaison-la-Romaine[17].
- 1981 : La Célestine de Fernando de Rojas, Théâtre royal du Parc[21].